# Années 1100 av. J.-C.
Les années 1100 av. J.-C. couvrent les années de 1109 av. J.-C. à 1100 av. J.-C.

## Événements
- 1104 av. J.-C. : fondation de Gadès (Cadix) en Andalousie par des Phéniciens, selon l'historien romain Velleius Paterculus[1].
- 1104-1101 av. J.-C.[2] : règne de Enlil-nadin-apli, roi de Babylone[3].

- 1102-1099 av. J.-C. (an 9 à 12 du règne de Ramsès XI) : le vice-roi de Nubie Panéhésy intervient militairement en Égypte. Il entre à Thèbes sous le prétexte de rétablir l’ordre après les troubles du début du règne (insécurité, pillages, famine) et y réside plusieurs années. Le Grand prêtre d'Amon Amenhotep, qui s’était arrogé de grands pouvoirs, est déposé[4]. Les troupes nubiennes semblent se livrer à des exactions (meurtre, pillages de tombes). Panéhésy lance un raid sur Hardaï (Cynopolis) à 400 km au nord et saccage la ville. L’an 19 du règne (1092 av. J.-C.) il semble que Panéhésy soit chassé de Thèbes par le général Hérihor et refoulé en Nubie. Il conserve son titre de vice-roi de Nubie où il affirme de plus en plus son indépendance[5].

- 1101 av. J.-C. : fondation d’Utique par les Phéniciens selon la tradition[6].

- Vers 1100 av. J.-C. : le Livre des morts d'Anhaï, prêtresse et chanteuse sacrée du temple d'Amon de la XXe dynastie (Nouvel Empire), papyrus conservé au British Museum[7].